# Merci (Magma-Album)
Merci ist das achte Album der französischen Progressive-Rock- und Zeuhl-Gruppe Magma, das am 4. Mai 1985 veröffentlicht wurde.

## Entstehungsgeschichte
Das Album wurde im Zeitraum von Juni 1982 bis Oktober 1984 im Pariser Studio Davout aufgenommen und an den Aufnahmen waren fast 30 Musiker beteiligt. Es erschien 1984 als Vinyl auf dem Label du Bon Indépendant und wurde auf Compact Disc von Seventh Records wiederveröffentlicht.

## Musikstil
Das Album, das Christian Vander seinem Idol John Coltrane widmete, unterscheidet sich deutlich von früheren Werken Magmas. Es weist einen stärkeren Soul- und Jazzfunk-Einfluss auf, was mit dem vorangegangenen Studioalbum Attahk 1978 eingeleitet wurde. Die ersten vier Titel der A-Seite sind in dem für die frühen 1980er Jahre typischen funkigen Rhythm-and-Blues-Stil gehalten, wohingegen die Titel der B-Seite sind ruhiger und verweisen auf Musikstile, die Christian Vander mit seiner Gruppe Offreing umsetzt. Am auffälligsten ist der Verzicht auf die charakteristische Kobaïanische Kunstsprache der Band, die Texte wurden stattdessen in englisch- und französisch eingesungen. Nach der Veröffentlichung dieses Albums löste sich die Band auf und brachte mehrere Jahre kein neues Album heraus, bis 2004 schließlich das Album K.A Köhntarkösz Anteria erschien.
Der Titel Eliphas Levi ist nach Éliphas Lévi, einem französischen Schriftsteller und Okkultisten benannt.

## Titelliste
Auf der CD-Edition sind alle Titel auf einer Disk.
| Nr. | Titel                             | Autor(en)                                    | Länge |
| --- | --------------------------------- | -------------------------------------------- | ----- |
| 1.  | Call from the Dark (Ooh Ooh Baby) | Christian Vander, Julie Dassin, Ricky Dassin | 7:20  |
| 2.  | Otis                              | Vander                                       | 5:20  |
| 3.  | Do the Music                      | Vander                                       | 4:25  |
| 4.  | Otis (Ending)                     | Vander                                       | 1:32  |

| Nr.          | Titel             | Autor(en)                                    | Länge  |
| ------------ | ----------------- | -------------------------------------------- | ------ |
| 5.           | I Must Return     | Christian Vander, Julie Dassin, Ricky Dassin | 3:29   |
| 6.           | Eliphas Levi      | René Garber                                  | 11:15  |
| 7.           | The Night We Died | Vander                                       | 3:40 … |
| Gesamtlänge: | Gesamtlänge:      | Gesamtlänge:                                 | 40:24  |

## Rezeption
Auf dem deutschsprachigen Progressive-Rock-Portal Babyblaue Seiten wird Merci nur mittelmäßig bewertet. Christian Rode meint: „Bei diesem oft doch zu glatten und recht durchwachsenen Album ist leider nicht mehr viel übrig von dem, was Magma so legendär machte.“ Andreas Pläschke relativiert: „Trotzdem lebt gerade in den ruhigen Stücken das hypnotische, fast schon rituelle Element von MAGMA wieder auf - und zeigt den Weg, den Vander mit OFFERING gehen wird.“ Das Album erreichte hier sieben und acht von 15 Punkten. Ähnlich wurde es mit 2,76 von fünf Sternen auf dem englischsprachigen Portal Prog Archives von bewertet, und eine positivere Aufnahme fand das Album mit 4,5 von fünf Sternen von 36 Nutzern auf AllMusic.

## Besetzung
- Christian Vander: Schlagzeug, Gesang, Begleitgesang, Synthesizer, Drumcomputer, Keyboards, Celesta, Piano, Percussion
- Stella Vander: Gesang, Begleitgesang
- Guy Khalifa: Keyboard, Begleitgesang, Gesang, Flöte
- Benoît Widemann: Synthesizer
- François Laizeau: Schlagzeug, Drumcomputer, Perkussion
- Marc Éliard: Bassgitarre
- Liza Deluxe: Gesang, Begleitgesang

Gastmusiker
- Simon Goubert: Synthesizer, Gesang, Keyboard
- Alex Ferrand: Gesang, Begleitgesang
- Demis Visvikis: Begleitgesang
- Maria Popkiewicz: Begleitgesang
- Jean-Luc Chevalier: Gitarre
- François Kokelaere: Händeklatschen, Zaka Perkussion
- Jean-Pierre Fouquey: Keyboard
- Michel Graillier: Keyboard
- Klaus Blasquiz: Gesang
- Steve Shehan: Perkussion
- Patrick Gauthier: Synthesizer
- Robin Kenyatta: Saxophon
- Michel Gaucher: Saxophon
- Paul Bayle: Saxophon
- Michel Goldberg: Saxophon, Sopraninosaxophon
- Arrigo Lorenzi: Sopraninosaxophon
- Christian Guizien: Posaune
- Denis Leloup: Posaune
- Jerome Naulay: Posaune
- Christian Martinez: Trompete
- Philippe Slominski: Trompete
- Freddy Opsepian: Trompete